# Битва при Эворе (1808)
Битва при Эворе (фр. Bataille d'Évora) — сражение, произошедшее 29 июля 1808 года между французской имперской дивизией под командованием Луи Анри Луазона и объединёнными португальско-испанскими войсками во главе с Франсиско де Паула Лейт де Суза. Столкнувшись с небольшим отрядом солдат Лейта за пределами Эворы, французы легко оттеснили их и продолжили штурмовать город, в котором находились плохо вооруженные жители города и ополченцы. Французы уничтожили португальских защитников и разграбили город.
Луазон был известен среди португальцев как Однорукий (порт. Maneta) из-за его ампутированной руки. После диких актов насилия, подобных тем, что были совершены в Эворе, появилась португальский фразеологизм «Отправиться к однорукому» (порт. Ir para o Maneta), означающий «умереть».
Столкновение произошло во время Пиренейских войн, являющихся частью наполеоновских войн. Эвора находится примерно в 110 км к востоку от Лиссабона.
В ноябре 1807 года французская армия во главе с Жаном Андошем Жюно при поддержке союзных испанских войск совершила успешное вторжение в Португалию. В течение нескольких месяцев дела у французов шли хорошо. Однако за испанским Мадридским восстанием против французов в мае 1808 г. последовало восстание португальцев. Отказавшись от северных и южных районов страны, французы сосредоточили свои силы на удержании центральной Португалии. Жюно отправил Луазона на восток, чтобы освободить гарнизон замка Элваш. После победы над португальско-испанскими войсками в Эворе Луазон достиг Элваша, но вскоре был отозван, чтобы помочь отразить британскую армию под командованием сэра Артура Уэлсли, которая высадилась на побережье к северу от Лиссабона.

## Предыстория
В июле 1807 года император Наполеон заключил Тильзитский мир, положив конец войне четвёртой коалиции. В то время как прусское королевство было полностью унижено, Российская империя стала союзником Франции. После своего триумфа император обратил внимание на запад, где Португалия была старейшим континентальным союзником Великобритании. Португальский принц-регент Жуан VI отказался присоединиться к континентальной блокаде британской торговли. Кроме того, Наполеон был возмущён торговлей Британии с португальской колонией в Бразилии, хотел захватить португальский флот и прекратить использование крупного порта Лиссабона Королевским британским флотом.
19 июля посол Франции поставил ультиматум правительству Португалии. 2 августа под командованием дивизионного генерала Жана Андоша Жюно был создан 1-й корпус Армии наблюдения Жиронды. Сначала принц-регент не выполнил все условия Наполеона. Но когда угроза армии Жюно возросла, Хуан уступил почти всем требованиям императора. Но к этому времени армия Жюно из 25 тыс. человек уже шла через Испанию. Наполеон сообщил своему помощнику, что португальцы объявили войну Великобритании, но было уже слишком поздно. Император хотел, чтобы Жюно был в Лиссабоне к 1 декабря. Несмотря на ужасную погоду, Жюно выполнил инструкции Наполеона. Французское вторжение в Португалию не встретило вооружённого сопротивления португальцев, и 30 ноября Жюно вошёл в Лиссабон с колонной из 1,5 тыс. уставших солдат.
Следуя заранее разработанному плану, незадолго до прибытия французов в Лиссабон принц-регент и его двор (включая большинство должностных лиц правительства и их семей, в общей сложности около 15 тыс. человек) погрузились на корабли португальского флота и переехали в Бразилию в сопровождении военно-морской эскадры адмирала сэра Сиднея Смита.
В то время как солдаты Жюно не видели настоящего сопротивления, многие из них погибли от болезней во время перехода, а некоторые были линчёваны разгневанными португальскими крестьянами. Первый бунт произошел в Лиссабоне 13 декабря, но он был легко подавлен. Жюно сначала расформировал португальскую армию, а затем приказал ввести большие налоги, что вызвало недовольство населения.

## Восстание
К весне 1808 года положение Жюно в Португалии было относительно безопасным. Ему пришло подкрепление в 4 тыс. солдат, которые с лихвой заменили погибших во время тяжёлого перехода. Одна из трёх союзных с Францией испанских дивизий, которые поддерживали вторжение Жюно, под командованием генерала Солано, вернулась в Андалусию. Однако генерал Караффа остался в районе Лиссабона с 7 тыс. испанцев, а генерал Белеста с 6 тыс. оккупировал Порту. Португалия оставалась спокойной, потому что её армия была расформирована или частично взята на службу в португальский легион, отосланный из Португалии для сражения за Наполеона; её правящие классы в основном бежали в Бразилию, а её гражданские власти слишком охотно подчинялись французским оккупантам.

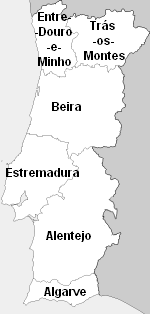
Исторические провинции Португалии в 1808 году

Поскольку порты Португалии были закрыты британской блокадой, её вина больше не могли доставляться в Англию, а её товары не могли продаваться в Бразилии. Французы отправили 10 тыс. человек на работу в арсенал и на верфь, но вскоре в Лиссабоне появилось большое количество безработных, которые толпились на улицах, прося милостыню. В мае поступило сообщение от Наполеона, в котором Жюно было приказано направить 4 тыс. солдат в Сьюдад-Родриго для поддержки маршала Жан-Батиста Бессьера на севере Испании, и ещё 8 тыс. дивизионному генералу Пьер-Антуану Дюпон де л’Этангу в Андалусию. Это были последние инструкции, доставленные в Португалию из Парижа.

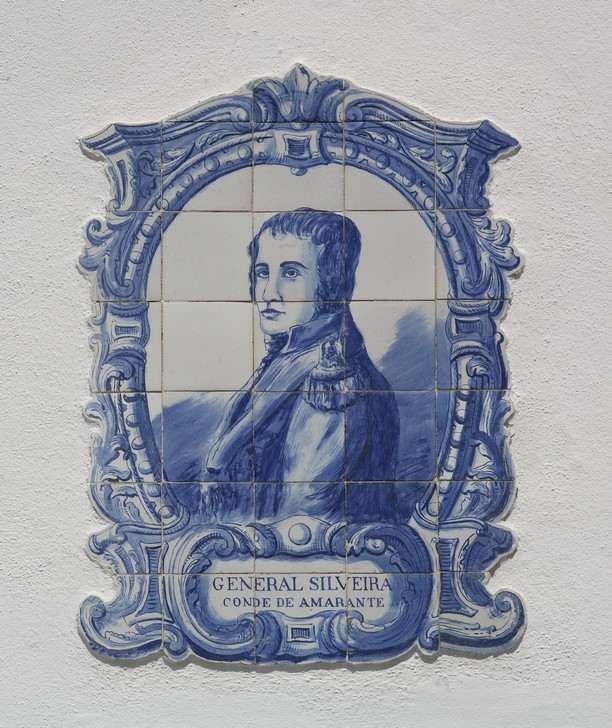
Франсиско Сильвейра

Мадридское восстание 2-го мая против французов полностью изменило ситуацию. Когда известия о нём достигли 6 июня Порту, Белеста захватил в плен губернатора города дивизионного генерала Франсуа Жана Батиста Кенеля, его помощников и эскорт из 30 человек. Испанский генерал собрал лидеров Порту и призвал их сформировать правительство, чтобы противостоять французам. Полностью подчиняясь приказам галисийской хунты, Белеста направил свои войска на соединение с испанской армией. Более недели после ухода испанских войск лидеры Порту ничего не делали. Некоторые даже отправляли секретные письма Жюно, заявляя о своей лояльности, а военный губернатор снял с цитадели национальный флаг. Но обнаружив, что оккупационные силы исчезли, провинция Траз-уш-Монтиш подняла восстание в период с 9 по 12 июня. В Брагансе командиром был выбран отставной генерал Маноэль Хорхе Гомес де Сепульведа, а в Вила-Реале полковник Франсиско Сильвейра.
Узнав 9 июня о побеге Белесты, Жюно подготовил план по разоружению дивизии Караффы. По приказу штаба Жюно испанский генерал был помещён под стражу. Войска Караффы были направлены либо на военные смотры, либо на другие позиции. Пока испанские подразделения выполняли эти приказы, они были внезапно окружены французскими войсками и заключены в плен. Единственное подразделение, которое спаслось в целости и сохранности, был 2-й лёгкий кавалерийский полк Reina, полковник которого проигнорировал присланные ему инструкции и сбежал в Порту. Части пехотных полков Murcia и Valencia также ушли, сбежав в Бадахос. Но Жуно поймал 6 тыс. солдат Караффы и посадил их на борт тюремных барж в гавани Лиссабона. Французские офицеры, командующие фортами, получили приказ потопить суда, если заключённые попытаются бежать. Испанцы были освобождены только после заключения Синтрской конвенции.
16 июня восстание распространилось на юг, когда против французов восстал португальский город Ольян в провинции Алгарви. 18-го числа граждане Фару последовали его примеру. Французский губернатор Алгарви, бригадный генерал Антуан Морен, был схвачен на больничной койке и вместе с 70 французскими солдатами приведён на борт британского военного корабля в качестве заключённого. Полковник Жан-Пьер Марансен собрал по одному батальону из Légion du Midi и 26-го линейного пехотного полка, которые служили в гарнизоне Алгарви. С этими силами в 1,2 тыс. человек Марансен ушёл в Мертолу. Повстанцев никто не преследовал.

## Контрмеры

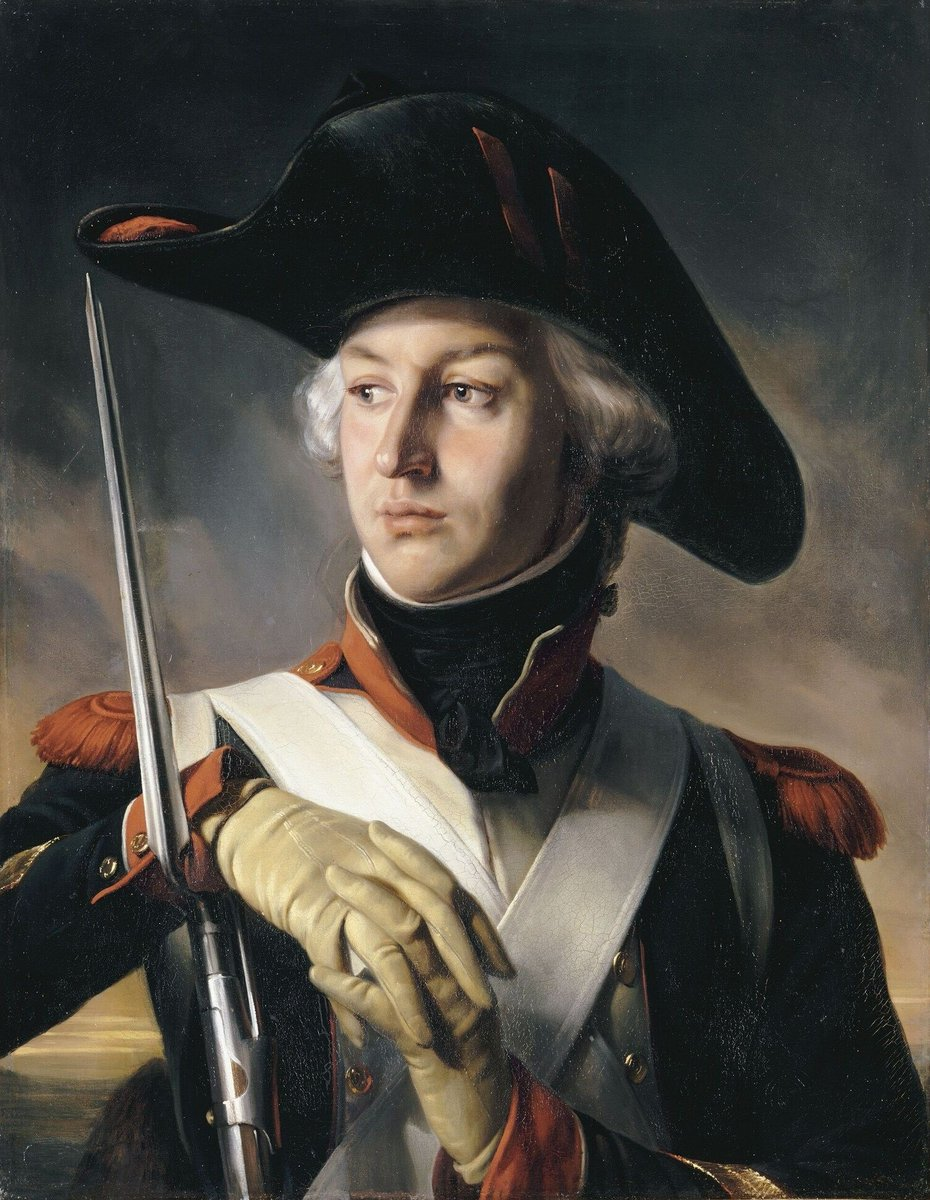
Жан Андош Жюно

Одним из преимуществ, которые Жюно имел над португальцами, было то, что он занимал единственный крупный город страны и военный арсенал. Из городов страны только в Лиссабоне можно было вооружить армию. Положение Жюно было осложнено присутствием в Лиссабонской гавани союзнической российской морской эскадры под командованием адмирала Дмитрия Сенявина. Российский адмирал поклялся защищаться, если британский флот попытается войти в порт, но он отказался высадить своих матросов, чтобы помогать французам на суше. Сенявин отметил, что его народ не воюет с Португалией. Тем временем его моряки потребляли большое количество ограниченных запасов пищи, имеющейся у Жюно.
Пытаясь выполнить последние приказы Наполеона, Жюно направил бригадного генерала Жана-Жака Авриля и 3 тыс. солдат в Бадахос. Авриль добрался до границы и обнаружил, что за рекой Гвадиана стоит вооружённое артиллерией испанское ополчение. Услышав, что Дюпон не выходит за пределы Кордовы и что в Бадахосе находилось большое количество испанских войск, французский генерал отступил в Эштремош в провинции Алентежу. 12 июня дивизионный генерал Луи Анри Луазон направился на восток от Алмейды в провинции Бейра со своей бригадой. Он очистил форт Консепсьон от испанского гарнизона и достиг окрестностей Сьюдад-Родриго. В это время он получил сведения о том, что в Сьюдад-Родриго находится большой гарнизон; в Испании бушевало восстание, а Бессьер был далеко. Вернувшись в Алмейду 15-го числа, он узнал, что Порту также находится на грани восстания. Взяв 2 тыс. человек и несколько пушек, он отправился в Порту, но 21 июня наткнулся на засаду партизан, которые обстреливали его и скатывали с холмов валуны. Луазон решил, что со своим небольшим отрядом он не справится, и удалился в Алмейду.
Тем временем 16 июня в Лиссабоне начались проблемы на ежегодном празднике тела Христова (порт. Corpus Christi). Жюно разрешил его провести, но сосредоточил в городе для предотвращения возможного бунта 15 тыс. солдат. Тем не менее, когда религиозная процессия шла по улицам, в толпе вспыхнула паника. Когда артиллерия уже была готова открыть огонь, Жюно хладнокровно въехал в толпу и приказал своим солдатам воздержаться от стрельбы. Ему удалось очистить улицы, успокоить людей и настоять, чтобы шествие продолжалось. Хотя своевременные действия Жюно предотвратили резню, Лиссабон оставался наводнённым самыми дикими слухами. Кроме того, у побережья постоянно курсировала британская экспедиция под командованием генерала Брента Спенсера. У Спенсера было всего 5 тыс. военнослужащих, но Жюно об этом не знал.

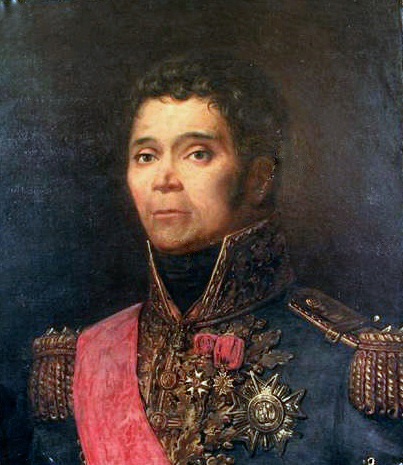
Франсуа де Келлерманн

18 июня в Порту вспыхнул народный бунт, к которому были вынуждены присоединиться и власти города. Была создана Высшая Хунта, а её главой был выбран епископ Порту Антонио де Сан-Хосе де Кастро. Второстепенные хунты в Брагансе и Вила-Реале отдали власть хунте в Порту. Хунта восстановила 2-й, 12-й, 21-й и 24-й пехотный, 6-й касадорский и 6-й, 11-й и 12-й кавалерийские полки. Хунте удалось найти оружие только для 5 тыс. регулярных солдат, командовать которыми поручили Бернардиму Фрейре де Андраде. Кроме того, в город прибыли от 12 до 15 тыс. плохо вооруженных ополченцев.
На военном совете 25 июня 1808 года Жюно и его генералы решили покинуть северные и южные провинции и защитить центральную Португалию. Они отвергли слишком рискованную альтернативу ухода из Португалии и отступления через Испанию. Генералы решили захватить крепости Алмейда, Элваш и Пениши и сосредоточить армию вокруг Лиссабона. Приказы поступили Луазону в Алмейде, Аврилю в Эштремоше, Марансену в Мертоле и дивизионному генералу Франсуа Этьенну де Келлерманну в Элваше. Ещё до получения приказа Марансен отправился в Лиссабон. 26 июня он прибыл в Бежа и обнаружил, что его защищают горожане. Его войска легко отогнали импровизированную армию и основательно разграбили город. Несколько французских посланников были убиты или захвачены португальскими партизанами, но в конечном итоге все командиры получили свои приказы. Согласно одному сообщению, до Луазона добрался только один курьер из 20 отправленных.
22 июня Авриль подошёл к Вила-Висоза, где горожане осаждали одну роту 86-й линейного полка. Французы разгромили португальцев, убив многих из них, и разграбили город. Келлерманн оставил один батальон 2-го швейцарского полка и четыре роты 86-го линейного пехотного полка, в общей сложности 1,4 тыс. человек, в гарнизоне Элваша и вернулся на запад в Лиссабон. По дороге к нему присоединились силы Авриля в Эштремоше и Марансена в Эворе. Он оставил бригаду во главе с бригадным генералом Жан-Франсуа Грендоржем в Сетубале и без происшествий достиг Лиссабона.
Получив приказ, Луазон оставил в Алмейде гарнизон в 1,2 тыс. человек, собрав туда всех солдат, которые не годились для проведения кампании. Вместе с остальными он покинул Алмейду 4 июля и через неделю прибыл в Абрантиш. Его войска подвергались преследованиям по всему пути. В Гуарде граждане оказали сопротивление, поэтому город был разграблен и сожжён. За всё время пути погибло около 200 французских солдат, в том числе отставшие, которые были убиты крестьянами. Луазон, путь войск которого был обозначен чередой разрушенных и разорённых деревень, был прозван Одноруким (порт. Maneta), и португальцы ещё многие годы проклинали его.
К последней неделе июня восстание распространилось на Коимбру. Студент Бернардо Загало привел войска к Фигейра-да-Фош, где они захватили небольшой французский гарнизон. Вскоре Фрейре привел 5 тыс. солдат на юг к реке Мондегу. Жюно послал войско из 3 тыс. человек под командованием бригадного генерала Пьера Маргарона, и 5 июля они подавили восстание к югу от Мондегу. К второй неделе июля у Жюно было 24 тыс. солдат, сосредоточенных под Лиссабоном.

## Битва

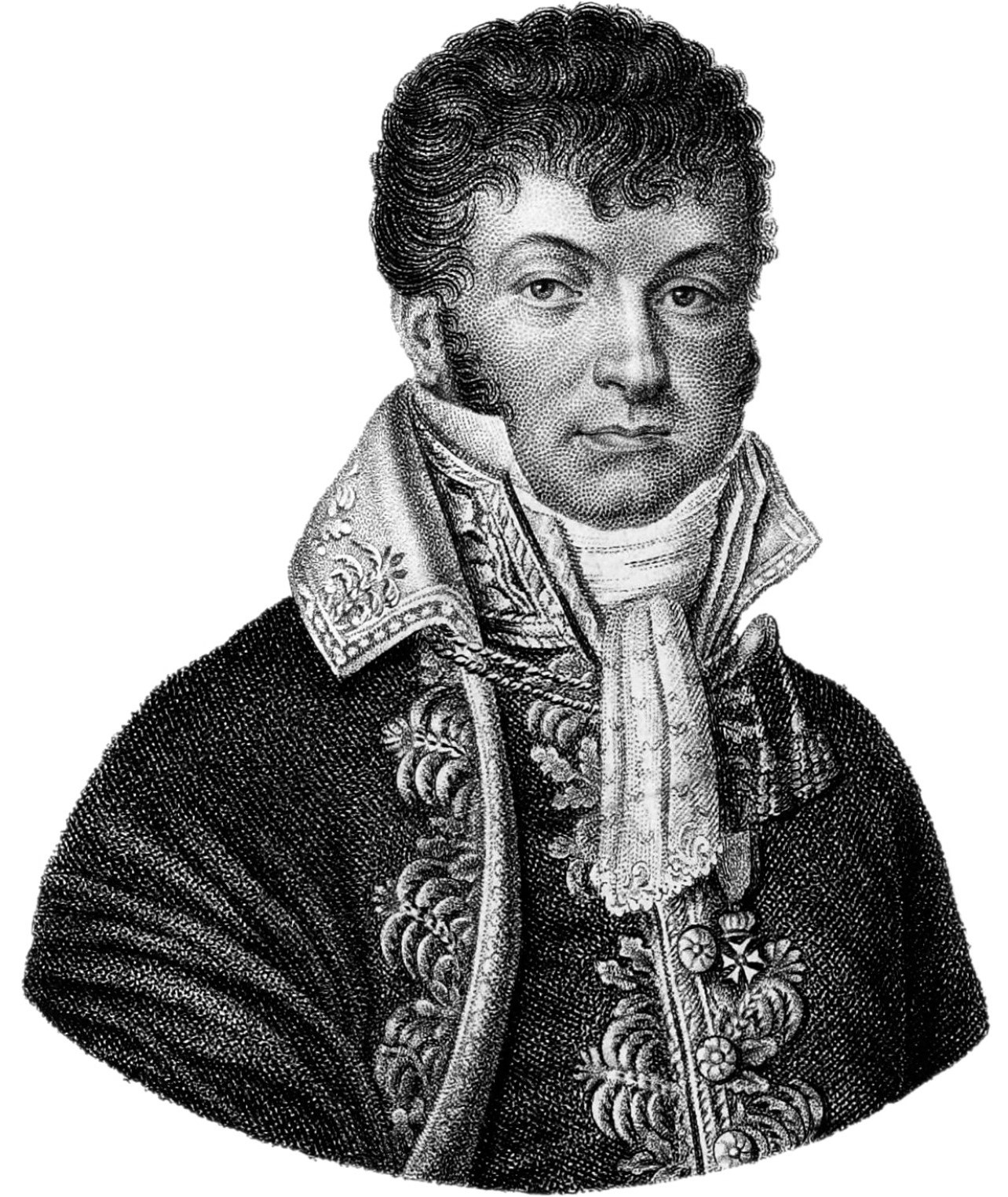
Луи Анри Луазон

В середине июля 1808 года наступило затишье, во время которого ни одна из сторон не проявляла инициативы. В конце месяца Жюно решил отправить Луазона расчистить путь к Элвашу. Он предоставил Луазону отряд, в который входили 4-й и 5-й временные драгунские полки (1248 человек), два сборных батальона гренадеров (1100), 12 рот из 1-го и 2-го батальонов 86-го линейного полка (1667), 1-й батальон ганноверского легиона (804), 3-й батальон 12-го лёгкого пехотного полка (1253), 3-й батальон 15-го лёгкого пехотного полка (1305) и 3-й батальон 58-го линейного пехотного полка (1428). Хотя цифры в сумме составляют 8805 человек, историк Чарльз Оман писал, что отсюда нужно вычесть 1200 человек, составлявших отдельные гренадерские роты. Армия насчитывала не менее 7 тыс. человек и поддерживалась восемью артиллерийскими орудиями. 25 июля Луазон отправился из Лиссабона.
Хунта провинции Алентежу обосновалась в Эворе. Её члены назначили командиром генерала Франциско де Паула Лейте де Соуза, но оружия у него хватало только на небольшой отряд. 29 июля 1808 года войска Луазона достигли окраины Эворы и обнаружили, что португальско-испанское войско перекрыло им дорогу. Лейте возглавлял полтора батальона португальской пехоты и 120 кавалеристов. Из Бадахоса полковник Моретти привёл ещё полтора батальона испанской пехоты, 5-й гусарский полк Maria Luisa 5 и семь полевых орудий. Позади них на древних стенах Эворы находилось пёстрое сборище горожан и крестьян, вооружённых охотничьими ружьями и пиками. Регулярные войска союзников насчитывали около 2,9 тыс. человек.

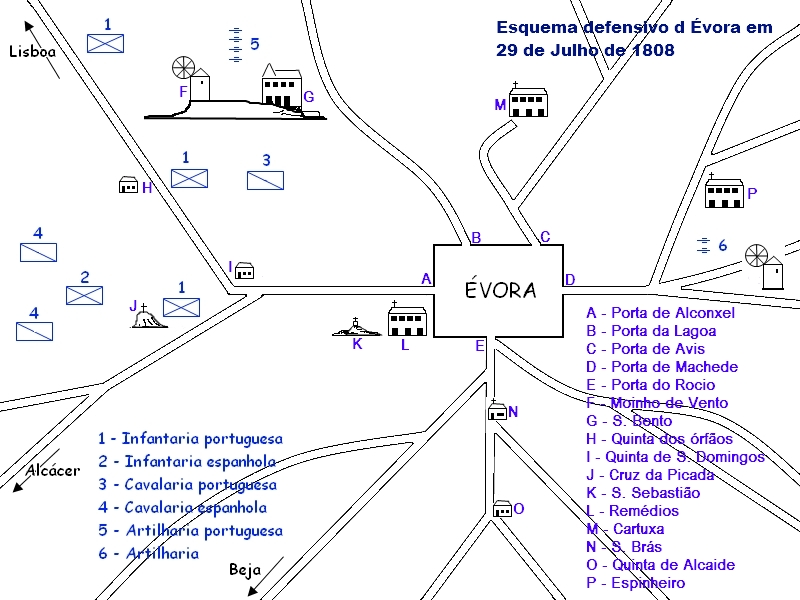
Карта битвы

Лейте и Моретти допустили фатальную ошибку, не разместив своих солдат за стенами Эворы. Их боевые порядки быстро рухнули под атакой Луазона. Испанские гусары сразу же сбежали, и за ними поспешно ретировался Лейте. Пехота оказала более решительное сопротивление, сплотившись за городской стеной. Однако преследовавшие их французы ворвались в город сразу в нескольких местах и легко разбили плохо вооружённых защитников. Вероятно, также было убито множество гражданских лиц. Расправившись с вооружённой оппозицией, французы подвергли несчастный город жестокому разграблению. Впрочем, по некоторым данным отступающие испанцы грабили деревни на своём пути ещё более жестоко, чем французы.
По словам Максимильена Себастьена Фуа, португальцы и испанцы потеряли 2 тыс. человек. Поль Тьебо утверждал, что защитники потеряли 8 тыс. человек, что Оман находил маловероятным. Французские потери составили 90 убитых и 200 раненых. 1 августа Луазон продолжил свой путь в Элваш, где он отогнал большое количество ополченцев, защищавших город. В Элваше он получил сообщение от Жюно, приказывающее ему немедленно вернуться. 1 августа на побережье высадилась британская экспедиция под командованием сэра Артура Уэлсли. Луазон немедленно повернул и направился обратно в Лиссабон. По дороге он оставил ганноверский легион для удержания Сантарена. Следующим сражением была битва при Ролисе 17 августа 1808 года.